# Corrèze (Corrèze)
Corrèze é uma comuna francesa na região administrativa da Nova Aquitânia, no departamento de Corrèze. Estende-se por uma área de 34,16 km². Em 2010 a comuna tinha 1 180 habitantes (densidade: 34,5 hab./km²).